# Cixius elongata
Cixius elongata är en insektsart som beskrevs av Tsaur 1991. Cixius elongata ingår i släktet Cixius och familjen kilstritar. Inga underarter finns listade i Catalogue of Life.